# Drótfarkú fecske
A drótfarkú fecske (Hirundo smithii) a madarak osztályának verébalakúak rendjébe és a fecskefélék (Hirundinidae) családjába tartozó faj.

## Rendszerezése
A fajt William Elford Leach angol zoológus és tengerbiológus írta le 1818-ban.

## Alfajai
- Hirundo smithii smithii (Leach, 1818) - északon Szenegáltól Szomáliáig, délen észak-Namíbiától északkelet-Dél-afrikai Köztársaságig;
- Hirundo smithii filifera (Stephens, 1826) - dél-Üzbegisztántól Indián keresztül közép-Vietnámig.

## Előfordulása
Afganisztán, Angola, Benin, Botswana, Burkina Faso, Burundi, Kambodzsa, Kamerun, a Közép-afrikai Köztársaság, Csád, a Kongói Demokratikus Köztársaság, Elefántcsontpart, Eritrea, Etiópia, Gabon, Gambia, Ghána, Guinea, Bissau-Guinea, Kenya, Laosz, Malawi, Mali, Mauritánia, Mozambik, Mianmar, Namíbia, Niger, Nigéria, Ruanda, Szenegál, Sierra Leone, Szomália, a Dél-afrikai Köztársaság, Szudán, Szváziföld, Tádzsikisztán, Tanzánia, Thaiföld, Togo, Türkmenisztán, Uganda, az Egyesült Arab Emírségek, Üzbegisztán, Zambia és Zimbabwe vízközeli helyein található meg. A Kongói Köztársaság, Egyiptom, Libéria, Omán és Srí Lanka területén kóborló. 
Természetes élőhelyei a szubtrópusi és trópusi síkvidéki esőerdők és szavannák, folyók és patakok környékén. Vonuló faj.

## Megjelenése
Testhossza 21 centiméter, testtömege 11-17 gramm. Szárnya, farka, háta sötét kékes-fekete. Homloka és feje teteje gesztenyebarna, melle és hasa fehér. Nevét hosszú, drótszerű két szélső faroktolláról kapta. A nemek hasonlóak, csak a tojónak valamivel rövidebbek ezek a faroktollak. Az ázsiai alfajnak hosszabb a farka, mint az afrikainak.
|  |

## Életmódja
Tápláléka repülő rovarokból áll, legfőképp legyekből.

## Szaporodása
Fél csésze alakú sár fészkét meredek sziklaoldalára, hidakra készíti. Párzási ideje egész éves, augusztus-december és február-április között tetőzik. Fészekalja 2–4 tojásból áll, az ázsiai alfajnak akár 5-ből is, melyen csak a tojó kotlik 14-19 napig. A fiókákat mindkét szülő eteti 15-24 napig.
|  |

## Természetvédelmi helyzete
Az elterjedési területe rendkívül nagy, egyedszáma pedig növekszik. A Természetvédelmi Világszövetség Vörös listáján nem fenyegetett fajként szerepel.